# Un trou dans les nuages
Albums de Michel Rivard
Bonsoir, mon nom est Michel Rivard et voici mon album double
(1985) Michel Rivard
(1989)
Un trou dans les nuages est le cinquième album studio de Michel Rivard sorti en avril 1987 sur disques Audiogram.

## Historique
Avec ce disque, Rivard quitte sa palette folk acoustique et s'offre une incursion dans la pop contemporaine de l'époque. Michel Bélanger, le fondateur et directeur artistique du label Audiogram, lui propose de produire cet album teinté du son « des machines, des layers de synthés, de l’écho et un drum remplacé par une belle programmation ». Secondé de Paul Pagé et Marie Bernard, des amis et collaborateurs, une première chanson, C’est un mur, est tentée, avec Rick Haworth à la guitare et Sylvain Clavette à la batterie. L'essai est concluant et le projet peut s'enclencher. Marie Bernard l'aide pour l'écriture et les compositions de Rivard Libérez le trésor et Le Privé sont étoffés. Il s'inspire de sa nouvelle vie de famille avec sa conjointe Katerine Mousseau et compose les chansons Petit homme et Oh! Petits enfants.... Il se réapproprie la chanson Je voudrais voir la mer composée en collaboration avec Marc Pérusse et Sylvie Tremblay qui a été publiée sur l'album Parfum d’orage de la chanteuse paru en 1986.
L'album est enregistré au studio Lamajeure, situé sur la rue Bleury à Montréal à l'automne 1986. Le bassiste Sylvain Bolduc, les batteurs Sylvain Clavette et Philippe Bernard, le trompettiste Laflèche Doré, le claviériste Marc Gillett et les guitaristes Yoland Houle, Geneviève Paris et Jean-Marie Benoit, entourent Rick Haworth, Mario Légaré et Paul Picard de son Flybin band. Plusieurs choristes sont entendus dont Claire Pelletier, Francine Raymond, Monique Fauteux et Mario Légaré. Le mixage est effectué au studio P.S.M. à Québec, l'album prend plus de six mois à réaliser.

## Accueil
L'album est un succès commercial et critique et pour plus de deux ans, six chansons sont régulièrement entendues à la radio. À l’automne 1987, l’album se mérite les prix Félix du microsillon pop et du réalisateur de l’année. La tournée roule un an avec une prestation spéciale au Forum de Montréal le 3 juin 1988, où Rivard partage la scène avec Crosby, Stills and Nash, Bruce Cockburn et le groupe russe Aquarium, pour Le concert pour la paix, organisé pour un congrès de l'Association internationale des médecins pour la prévention de la guerre nucléaire, à la veille du sommet Reagan / Gorbatchev. On peut entendre tous ces musiciens chanter Je voudrais voir la mer. Le 17 septembre suivant, à l'occasion du passage au Stade olympique de Montréal de la série de concerts « Human Rights Now! (en) » organisé par Amnistie internationale, il est invité, en compagnie de Daniel Lavoie, pour y représenter le Québec. Il partage cette fois la scène avec Sting, Bruce Springsteen, Peter Gabriel, Tracy Chapman, Youssou N’Dour et k.d. lang, cette dernière représentant le Canada pour ce concert et celui de Toronto deux jours plus tôt. 
Une émission spéciale intitulée « Un trou dans les nuages » est diffusée à la télé de Radio-Canada le 31 octobre 1988. Celle-ci s'est méritée le prix Génie de 1989 du meilleur programme de variétés. En novembre, Rivard se produit au Bataclan à Paris et le mois suivant au Convocation Hall de Toronto. 
Avec plus de 150 000 exemplaires vendus, l'album reste numéro un des ventes au Québec durant un an. Nommé à neuf reprises, Rivard remporte le Félix de l’interprète masculin de l’année, du spectacle et du sonorisateur de l’année au Gala de l’ADISQ de 1988 tandis que Yves Simoneau s'offre le trophée du réalisateur du vidéoclip de l’année pour Le Privé. Il remporte aussi le grand prix international du disque Paul-Gilson décerné par l'Académie Charles-Cros, pour la qualité de ses textes et le Prix Québec-Wallonie-Bruxelles du meilleur album de chansons en 1989.
La chanson titre est retenue pour la série de télévision 100 chansons qui ont allumé le Québec en 1998 et entendue en version acoustique en trio avec Rick Haworth et Mario Légaré.
Le titre Un trou dans les nuages a été la première chanson diffusée le 15 novembre 1987 lors du lancement en ondes de la radio communautaire FM 103,3 basée à Longueuil. 

## Liste des chansons
Tous les titres sont composés par Michel Rivard sauf indications contraires.
| No  | Titre                              | Auteur                                                                           | Durée |
| --- | ---------------------------------- | -------------------------------------------------------------------------------- | ----- |
| 1.  | Libérer le trésor                  | Paroles : Michel Rivard Musique : Marie Bernard et Michel Rivard                 | 5:03  |
| 2.  | Le privé                           | Paroles : Michel Rivard Musique : Marie Bernard et Michel Rivard                 | 4:35  |
| 3.  | C'est un mur                       |                                                                                  | 4:23  |
| 4.  | Loup y es-tu ?                     |                                                                                  | 3:29  |
| 5.  | Blanche                            | Paroles : Michel Rivard Musique : Marie Bernard et Michel Rivard                 | 4:50  |
| 6.  | Ma blonde et les poissons          |                                                                                  | 4:33  |
| 7.  | La valse de l'idiot (instrumental) |                                                                                  | 1:50  |
| 8.  | Un trou dans les nuages            |                                                                                  | 4:48  |
| 9.  | Petit homme                        |                                                                                  | 3:37  |
| 10. | Je voudrais voir la mer            | Paroles : Michel Rivard / Musique : Marc Pérusse, Michel Rivard, Sylvie Tremblay | 5:15  |
| 11. | Oh! Petits enfants...              |                                                                                  | 2:02  |

## Personnel
- Michel Rivard : Chant, guitares, bugle, claviers, batterie électronique
- Rick Haworth : Guitares
- Geneviève Paris : Guitare
- Mario Légaré : Basse
- Sylvain Bolduc : Basse
- Yoland Houle : Basse
- Daniel Jean : Violon
- Marie Bernard : Claviers, piano, chœurs
- Marc Gillett : Claviers
- Sylvain Clavette : Batterie, batterie électronique
- Paul Picard : Percussions, caisse claire
- Laflèche Doré : Trompette, flugelhorn
- Claire Pelletier : Chœurs
- Sylvie Tremblay : Chœurs
- Yves Soutière : Chœurs
- Katerine Mousseau : Chant
- Daniel Ferland : Chœurs
- Daniel Lebel : Chœurs
- Monique Fauteux : Chœurs

## Certification
| Pays   | Association  | Certification | Ventes/Équivalence |
| ------ | ------------ | ------------- | ------------------ |
| Canada | Music Canada | 2x platine    | 200 000            |